# Baforé
Baforé est un village du département et la commune urbaine de Dano, situé dans la province de l’Ioba et la région du Sud-Ouest au Burkina Faso.

## Histoire
Le village est administrativement autonomisé de Sarba en 2006.

## Santé et éducation
Le centre de soins le plus proche de Baforé est le centre médical avec antenne chirurgicale (CMA) de la province à Dano.
Le village possède une école primaire publique.